# مسابقات ورزش‌های آبی اروپا ۲۰۰۲
مسابقات ورزش‌های آبی اروپا ۲۰۰۲ از ۲۹ ژوئیه تا ۹ آگوست ۲۰۰۲ در شهر برلین، آلمان برگزار شده است.

## جدول مدال‌ها
میزبان 
| رتبه  | کشور     | طلا | نقره | برنز | مجموع |
| ۱     | آلمان    | ۱۵  | ۱۲   | ۹    | ۳۶    |
| ۲     | روسیه    | ۱۱  | ۷    | ۸    | ۲۶    |
| ۳     | ایتالیا  | ۷   | ۶    | ۷    | ۲۰    |
| ۴     | اوکراین  | ۶   | ۵    | ۶    | ۱۷    |
| ۵     | سوئد     | ۴   | ۳    | ۴    | ۱۱    |
| ۶     | هلند     | ۴   | ۰    | ۲    | ۶     |
| ۷     | فرانسه   | ۲   | ۳    | ۴    | ۹     |
| ۸     | لهستان   | ۲   | ۱    | ۱    | ۴     |
| ۹     | فنلاند   | ۲   | ۰    | ۰    | ۲     |
| ۱۰    | اسپانیا  | ۱   | ۵    | ۲    | ۸     |
| ۱۱    | اتریش    | ۱   | ۲    | ۱    | ۴     |
| ۱۲    | اسلواکی  | ۱   | ۲    | ۰    | ۳     |
| ۱۳    | کرواسی   | ۱   | ۰    | ۲    | ۳     |
| ۱۴    | مجارستان | ۰   | ۸    | ۱    | ۹     |
| ۱۵    | بلاروس   | ۰   | ۱    | ۶    | ۷     |
| ۱۶    | رومانی   | ۰   | ۱    | ۲    | ۳     |
| ۱۷    | سوئیس    | ۰   | ۱    | ۰    | ۱     |
| ۱۸    | یونان    | ۰   | ۰    | ۱    | ۱     |
| ۱۸    | اسلوونی  | ۰   | ۰    | ۱    | ۱     |
| مجموع | مجموع    | ۵۷  | ۵۷   | ۵۷   | ۱۷۱   |